# 永源镇
永源镇是中国黑龙江省哈尔滨市道外区下辖的一个行政建制镇，北与巨源镇相接。

## 行政区划
下辖以下地区：
三塔街社区、永粮街社区、振兴街社区、永源村、南岗村、双源村、东川村、富民村、永平村、长兴村、东华村、永和村、永乐村和红军村。